# Premier Division 2025-2026 (Sudafrica)
La Premier Division 2025-2026, anche nota come Betway Premiership 2025-2026 per motivi di sponsorizzazione, è la 30ª edizione della massima serie del campionato di calcio del Sudafrica, dalla sua fondazione nel 1996. La stagione è inziata il 9 agosto 2025 e si concluderà nel maggio 2026.
I Mamelodi Sundowns sono i detentori del titolo, avendo vinto il campionato per l'ottava stagione consecutiva dalla stagione 2017-2018, e si sono riconfermati vincendo il loro quindicesimo titolo.

## Stagione

### Novità
Dalla stagione precedente sono retrocessi il Royal AM (escluso da campionato in corso in seguito a problemi finanziari) ed il Cape Town City, perdente del girone play-off. Dalla National First Division 2024-2025, sono stati promossi il Durban City e l'Orbit College, in seguito alla vittoria dei play-off.
Nel luglio 2025 è stato fondato il Siwelele, che ha acquisito il titolo sportivo dal SuperSport Utd, che ha cessato le attività.

### Formula
Le 16 squadre partecipanti giocano un girone all'italiana con partite di andata e ritorno, per un totale di 30 giornate. Al termine della stagione, la squadra prima classificata è campione del Sudafrica e si qualifica per la CAF Champions League 2026-2027 insieme con la seconda, mentre la terza classificata si qualifica per la Coppa della Confederazione CAF 2026-2027.
L'ultima classificata retrocede automaticamente in seconda serie, mentre la penultima gioca uno spareggio triangolare promozione-retrocessione contro la seconda e la terza di National First Division.

## Squadre partecipanti
| Squadra           | Città          | Stadio                     |
| ----------------- | -------------- | -------------------------- |
| AmaZulu           | Durban         | Moses Mabhida Stadium      |
| Chippa United     | Port Elizabeth | Nelson Mandela Bay Stadium |
| Durban City       | Durban         | Chatsworth                 |
| Golden Arrows     | Durban         | Sugar Ray Xulu Stadium     |
| Kaizer Chiefs     | Johannesburg   | Soccer City Stadium        |
| Magesi            | Limpopo        | Old Peter Mokaba Stadium   |
| M. Sundowns       | Pretoria       | Stadio Loftus Versfeld     |
| Marumo Gallants   | Limpopo        | Peter Mokaba Stadium       |
| Orbit College     | Johannesburg   | Olympia Park               |
| Orlando Pirates   | Johannesburg   | Orlando Stadium            |
| Polokwane City    | Polokwane      | Old Peter Mokaba Stadium   |
| Richards Bay      | Richards Bay   | Stadio Richards Bay        |
| Sekhukhune United | Polokwane      | Peter Mokaba Stadium       |
| Siwelele          | Bloemfontein   |                            |
| Stellenbosch      | Stellenbosch   | Stadio Danie Craven        |
| TS Galaxy         | Mbombela       | Mbombela Stadium           |

## Classifica
|                      | Pos. | Squadra           | Pt | G | V | N | P | GF | GS | DR |
| -------------------- | ---- | ----------------- | -- | - | - | - | - | -- | -- | -- |
| Sudafrica (bandiera) | 1.   | M. Sundowns       | 0  | 0 | 0 | 0 | 0 | 0  | 0  | +0 |
|                      | 2.   | Orlando Pirates   | 0  | 0 | 0 | 0 | 0 | 0  | 0  | +0 |
|                      | 3.   | Stellenbosch      | 0  | 0 | 0 | 0 | 0 | 0  | 0  | +0 |
|                      | 4.   | Sekhukhune United | 0  | 0 | 0 | 0 | 0 | 0  | 0  | +0 |
|                      | 5.   | TS Galaxy         | 0  | 0 | 0 | 0 | 0 | 0  | 0  | +0 |
|                      | 6.   | AmaZulu           | 0  | 0 | 0 | 0 | 0 | 0  | 0  | +0 |
|                      | 7.   | Polokwane City    | 0  | 0 | 0 | 0 | 0 | 0  | 0  | +0 |
|                      | 8.   | Richards Bay      | 0  | 0 | 0 | 0 | 0 | 0  | 0  | +0 |
|                      | 9.   | Kaizer Chiefs     | 0  | 0 | 0 | 0 | 0 | 0  | 0  | +0 |
|                      | 10.  | Marumo Gallants   | 0  | 0 | 0 | 0 | 0 | 0  | 0  | +0 |
|                      | 11.  | Chippa United     | 0  | 0 | 0 | 0 | 0 | 0  | 0  | +0 |
|                      | 12.  | Golden Arrows     | 0  | 0 | 0 | 0 | 0 | 0  | 0  | +0 |
|                      | 13.  | Magesi            | 0  | 0 | 0 | 0 | 0 | 0  | 0  | +0 |
|                      | 14.  | Siwelele          | 0  | 0 | 0 | 0 | 0 | 0  | 0  | +0 |
|                      | 15.  | Durban City       | 0  | 0 | 0 | 0 | 0 | 0  | 0  | +0 |
|                      | 16.  | Orbit College     | 0  | 0 | 0 | 0 | 0 | 0  | 0  | +0 |

Legenda
      Campione del Sudafrica e ammessa alla CAF Champions League 2025-2026.
      Ammessa alla CAF Champions League 2025-2026.
      Ammessa alla Coppa della Confederazione CAF 2025-2026.
 Ammessa ai play-off promozione/retrocessione.
      Retrocessa in National First Division 2025-2026.
Note:
Tre punti a vittoria, uno a pareggio, zero a sconfitta.